# Hanoar Hatzioni
Hanoar Hatzioni (en hebreu: הנוער הציוני) (transliterat: Ha-Noar ha-Tsiyyoní) és un Moviment Juvenil Sionista, creat en 1926, durant el Mandat Britànic de Palestina. Els seus cinc pilars principals són el judaisme, el sionisme, l'escoltisme, l'humanisme, i l'ecologia, veu el judaisme com la base de l'Estat, i valora la preservació de la integritat i la continuïtat del poble jueu. Hanoar Hatzioni creu que la identitat jueva està molt relacionada amb la consciència nacional, i amb la història, el llenguatge, els sentiments, els territoris, i les tradicions comunes.

## Darkenu
Darkenu: és un document que recull en el seu contingut les bases ideològiques i educatives del moviment Hanoar Hatzioni: Educar als membres de la Tenuà, en l'amor cap al proïsme, cap al seu poble i la seva terra, educar als infants, en valors humanistes i promoure una relació de respecte als drets humans, a les llibertats bàsiques, als valors cívics i democràtics, ensenyar que cal respectar la llei, el proïsme, i promoure la tolerància entre els éssers humans, fomentar entre els membres de la Tenuà, l'ajuda mútua, la justícia social, el respecte i la responsabilitat envers el medi ambient i desenvolupar la personalitat dels seus membres, la seva creativitat, les seves habilitats, i les seves capacitats.

## Hagxamà
Com a moviment juvenil, Hanoar Hatzioni va optar des del seu començament per la Hagxamà Atsmit (Auto-realització). Tot jove ha de sentir-se amb possibilitats de dur a terme els seus ideals. Durant els anys de lluita per la consecució de la independència i l'enfortiment del yixuv, la Hagxamà va ser expressada mitjançant la completa dedicació a favor de les necessitats del poble jueu: la redempció del desert, la colonització, la defensa. El haluts (avantguardista, pioner) sempre va estar al capdavant. Va ser la persona que va assumir personalment la responsabilitat del destí del poble. Avui, al Segle XXI, el concepte d'Auto-realització, pot ser malinterpretat com una actitud individualista, que veu com a meta la realització dels interessos personals. Tanmateix, el moviment Hanoar, no ha pogut alliberar-se totalment de les influències postmodernistes, del segle xx. La intenció de Hanoar, és educar els seus membres per un camí, a on la meta sigui trobar el punt de trobada entre els interessos personals i les necessitats nacionals. Aquest camí, a on el benestar individual, la qualitat de vida i la recerca de l'excel·lència personal, expressin alhora la responsabilitat i el compromís individual envers el poble i les necessitats del país.

## Quibuts
Des de fa anys, el model de societat a on s'han desenvolupat els ideals de la tenuà, ha estat el Quibuts: Una societat a on la justícia i la igualtat han de permetre desenvolupar-se a l'individu, segons el seu lliure albir, juntament amb un ampli desenvolupament individual, acompanyat alhora per la mútua responsabilitat cap als seus companys d'empresa, i acompanyant la seva recerca amb afecte i sentiments de companyonia. També en l'actualitat la idea del Quibuts és expressió de relacions humanes, d'activisme, i de valors comunitaris. La tenuà ajuda als seus membres a integrar-se a la societat israeliana, i alhora influir-hi per reforçar els seus fonaments democràtics i socials.
El Quibuts és una comunitat voluntària i democràtica, a on la gent viu i treballa en conjunt sobre una base no competitiva. El seu objectiu és formar una societat independent econòmica i socialment, basada en principis de propietat conjunta, justícia social i igualtat. Els primers Quibuts van ser organitzats per joves idealistes que van emigrar a Palestina, uns 40 anys abans de l'establiment de l'Estat d'Israel, el seu somni no era tan sols el d'assentar-se allà, sinó el de construir un nou tipus de societat. Malgrat les enormes dificultats, van crear un sistema social i una forma de vida que ha tingut un paper central a la història de l'Estat i a la formació de la seva societat. Els Quibuts es van multiplicar amb els anys, es van adaptar a les realitats canviants, i alguns van prosperar, estan escampats per tot el país, tenen una població de 120.000 persones i representen gairebé el 2,5% dels habitants d'Israel.

## Qennim
El plural en hebreu és qennim, el singular és qen, el seu significat és "niu". El qen és la seu local del moviment, a on es fan les activitats setmanals. Aquí es reuneix tota la gent de la tenuà per dur a terme les activitats. Es dicten les peülot, les activitats que donen els coordinadors (madrikhim) als nois els Divendres i els Dissabtes, durant la setmana, es preparen les grans trobades d'hivern i d'estiu, etc. Cada qen està liderat per un Roix qen, que compleix la funció de coordinar les activitats a cada indret, i està acompanyat per diferents departaments.